# Нарсісо Камперо
Нарсісо Камперо Леєс (ісп. Narciso Campero; 29 жовтня 1813 — 12 серпня 1896) — болівійський політичний діяч, президент країни з 1880 до 1884 року. Його ім'ям названо провінцію в департаменті Кочабамба.

## Біографія
Народився в родині заможних землевласників з Тарихи. Здобув освіту в Університеті Чукісака, проте обрав кар'єру військового, натхнений діяннями героїв війни за незалежність. Закінчив престижну військову академію у Франції. Будучи прибічником Хосе Бальївіана, вирішив залишити армію та залишитись у Франції за часів перебування при владі режиму Бельсу (з 1847 року).
Хоча Камперо відійшов від політики, він не міг залишатись осторонь під час Тихоокеанської війни проти Чилі, що почалась у лютому 1879. Командував 5-ю болівійською дивізією, яка брала участь у найбільш катастрофічних битвах. Його заслуги, тим не менше, було визнано. У грудні 1879 року рішенням Державної ради Іларіона Даса було усунуто від влади, а за результатами виборів наступного року на пост президента було обрано Нарсісо Камперо.
66-річний генерал Камепро прийняв владу в країні у найбільш критичний момент, Болівія зазнала поразки у війні з Чилі. Конгрес призначив на пост віце-президента консервативного лідера Анісето Арсе.
Камперо мав підтримку двох найбільших партій того часу: Ліберальної Еліодоро Камачо та Консервативної Анісето Арсе. Останній мав фінансові інтереси в Чилі, у зв'язку з чим він почав перемовини з чилійським урядом відносно здачі провінції Літорал в обмін на економічні поступки. Після цього Камперо звинуватив Арсе у державній зраді.
Після завершення терміну правління, 1884 року, Камперо приєднався до Ліберальної партії.
Нарсісо Камперо помер у Сукре 12 серпня 1896.